# قطاع شهإب (السدة)

تعديل مصدري - تعديل

قطاع شهاب محلة تابعة لقرية الدثية، التابعة لعزلة وادي عصام بمديرية السدة إحدى مديريات محافظة إب في الجمهورية اليمنية.، بلغ تعداد سكانها 55 حسب تعداد اليمن لعام 2004.